# Pectinoacasta pectinipes
Pectinoacasta pectinipes is een zeepokkensoort uit de familie van de Archaeobalanidae.